# Línea 3 (Metro de Seúl)
El Metro Metropolitano de Seúl Línea 3 (en hangul, 수도권 전철 3호선; romanización revisada, Sudogwon Jeoncheol Samhoseon) o 'línea naranja' apodado es una línea del Metro de Seúl. La sección de Daehwa a Jichuk se llama Línea Ilsan.

## Listado de estaciones
| Número | Estación Español                       | Estación Hangeul | Estación Hanja | Cerillas               | Conexiones  | Distancia Intermedia (km) | Distancia Acumulada | Localidad   | Localidad    |
| 309    | Daehwa                                 | 대화             | 大化           |                        | Línea Ilsan | ---                       | 0.0                 | Gyeonggi-do | Goyang-si    |
| 310    | Juyeop                                 | 주엽             | 注葉           |                        | Línea Ilsan | 1.4                       | 1.4                 | Gyeonggi-do | Goyang-si    |
| 311    | Jeongbalsan                            | 정발산           | 鼎鉢山         |                        | Línea Ilsan | 1.6                       | 3.0                 | Gyeonggi-do | Goyang-si    |
| 312    | Madu                                   | 마두             | 馬頭           |                        | Línea Ilsan | 0.9                       | 3.9                 | Gyeonggi-do | Goyang-si    |
| 313    | Baekseok                               | 백석             | 白石           |                        | Línea Ilsan | 1.4                       | 5.3                 | Gyeonggi-do | Goyang-si    |
| 314    | Daegok                                 | 대곡             | 大谷           | Línea Gyeongui–Jungang | Línea Ilsan | 2.5                       | 7.8                 | Gyeonggi-do | Goyang-si    |
| 315    | Hwajeong                               | 화정             | 花井           |                        | Línea Ilsan | 2.1                       | 9.9                 | Gyeonggi-do | Goyang-si    |
| 316    | Wondang                                | 원당             | 元堂           |                        | Línea Ilsan | 2.6                       | 12.5                | Gyeonggi-do | Goyang-si    |
| 317    | Wonheung                               | 원흥             | 元興           |                        | Línea Ilsan | 2.9                       | 15.4                | Gyeonggi-do | Goyang-si    |
| 318    | Samsong                                | 삼송             | 三松           |                        | Línea Ilsan | 2.1                       | 17.5                | Gyeonggi-do | Goyang-si    |
| 319    | Jichuk                                 | 지축             | 紙杻           |                        | Línea 3     | 1.7                       | 19.2                | Gyeonggi-do | Goyang-si    |
| 320    | Gupabal                                | 구파발           | 舊把撥         |                        | Línea 3     | 1.5                       | 20.7                | Seúl        | Eunpyeong-gu |
| 321    | Yeonsinnae                             | 연신내           | 연신내         | Línea 6                | Línea 3     | 2.0                       | 22.7                | Seúl        | Eunpyeong-gu |
| 322    | Bulgwang                               | 불광             | 佛光           | Línea 6                | Línea 3     | 1.3                       | 24.0                | Seúl        | Eunpyeong-gu |
| 323    | Nokbeon                                | 녹번             | 碌磻           |                        | Línea 3     | 1.1                       | 25.1                | Seúl        | Eunpyeong-gu |
| 324    | Hongje                                 | 홍제             | 弘濟           |                        | Línea 3     | 1.6                       | 26.7                | Seúl        | Seodaemun-gu |
| 325    | Muakjae                                | 무악재           | 毋岳재         |                        | Línea 3     | 0.9                       | 27.6                | Seúl        | Seodaemun-gu |
| 326    | Dongnimmun                             | 독립문           | 獨立門         |                        | Línea 3     | 1.1                       | 28.7                | Seúl        | Seodaemun-gu |
| 327    | Gyeongbokgung                          | 경복궁           | 景福宮         |                        | Línea 3     | 1.6                       | 30.3                | Seúl        | Jongno-gu    |
| 328    | Anguk                                  | 안국             | 安國           |                        | Línea 3     | 1.1                       | 31.4                | Seúl        | Jongno-gu    |
| 329    | Jongno 3-ga                            | 종로3가          | 鍾路3街        | Línea 1 Línea 5        | Línea 3     | 1.0                       | 32.4                | Seúl        | Jongno-gu    |
| 330    | Euljiro 3-ga                           | 을지로3가        | 乙支路3街      | Línea 2                | Línea 3     | 0.6                       | 33.0                | Seúl        | Jung-gu      |
| 331    | Chungmuro                              | 충무로           | 忠武路         | Línea 4                | Línea 3     | 0.7                       | 33.7                | Seúl        | Jung-gu      |
| 332    | Universidad Dongguk                    | 동대입구         | 東大入口       |                        | Línea 3     | 0.9                       | 34.6                | Seúl        | Jung-gu      |
| 333    | Yaksu                                  | 약수             | 藥水           | Línea 6                | Línea 3     | 0.7                       | 35.3                | Seúl        | Jung-gu      |
| 334    | Geumho                                 | 금호             | 金湖           |                        | Línea 3     | 0.8                       | 36.1                | Seúl        | Seongdong-gu |
| 335    | Oksu                                   | 옥수             | 玉水           | Línea Gyeongui–Jungang | Línea 3     | 0.8                       | 36.9                | Seúl        | Seongdong-gu |
| 336    | Apgujeong                              | 압구정           | 狎鷗亭         |                        | Línea 3     | 2.1                       | 39.0                | Seúl        | Gangnam-gu   |
| 337    | Sinsa                                  | 신사             | 新沙           |                        | Línea 3     | 1.5                       | 40.5                | Seúl        | Gangnam-gu   |
| 338    | Jamwon                                 | 잠원             | 蠶院           |                        | Línea 3     | 0.9                       | 41.4                | Seúl        | Seocho-gu    |
| 339    | Terminal de autobuses expresos         | 고속터미널       | 高速터미널     | Línea 7 Línea 9        | Línea 3     | 1.2                       | 42.6                | Seúl        | Seocho-gu    |
| 340    | Universidad Nacional de Seúl Pedagogía | 교대             | 敎大           | Línea 2                | Línea 3     | 1.6                       | 44.2                | Seúl        | Seocho-gu    |
| 341    | Terminal de autobuses de Nambu         | 남부터미널       | 南部터미널     |                        | Línea 3     | 0.9                       | 45.1                | Seúl        | Seocho-gu    |
| 342    | Yangjae                                | 양재             | 良才           | Línea Shinbundang      | Línea 3     | 1.8                       | 46.9                | Seúl        | Seocho-gu    |
| 343    | Maebong                                | 매봉             | 매봉           |                        | Línea 3     | 1.2                       | 48.1                | Seúl        | Gangnam-gu   |
| 344    | Dogok                                  | 도곡             | 道谷           | Línea Bundang          | Línea 3     | 0.8                       | 48.9                | Seúl        | Gangnam-gu   |
| 345    | Daechi                                 | 대치             | 大峙           |                        | Línea 3     | 0.8                       | 49.7                | Seúl        | Gangnam-gu   |
| 346    | Hangnyeoul                             | 학여울           | 학여울         |                        | Línea 3     | 0.8                       | 50.5                | Seúl        | Gangnam-gu   |
| 347    | Daecheong                              | 대청             | 대청           |                        | Línea 3     | 0.9                       | 51.4                | Seúl        | Gangnam-gu   |
| 348    | Irwon                                  | 일원             | 逸院           |                        | Línea 3     | 1.2                       | 52.6                | Seúl        | Gangnam-gu   |
| 349    | Suseo                                  | 수서             | 水西           | Línea Bundang          | Línea 3     | 1.8                       | 54.4                | Seúl        | Gangnam-gu   |
| 350    | Mercado de Garak                       | 가락시장         | 可樂市場       | Línea 8                | Línea 3     | 1.2                       | 55.6                | Seúl        | Songpa-gu    |
| 351    | Hospital Policial Nacional             | 경찰병원         | 警察病院       |                        | Línea 3     | 0.8                       | 56.4                | Seúl        | Songpa-gu    |
| 352    | Ogeum                                  | 오금             | 梧琴           | Línea 5                | Línea 3     | 0.6                       | 57.0                | Seúl        | Songpa-gu    |

- Datos: Q20393
- Multimedia: Seoul Subway Line 3 / Q20393